# Lithops villetii
Lithops villetii är en isörtsväxtart. Lithops villetii ingår i släktet Lithops och familjen isörtsväxter.

## Underarter
Arten delas in i följande underarter:
- L. v. deboeri
- L. v. villetii

## Bildgalleri

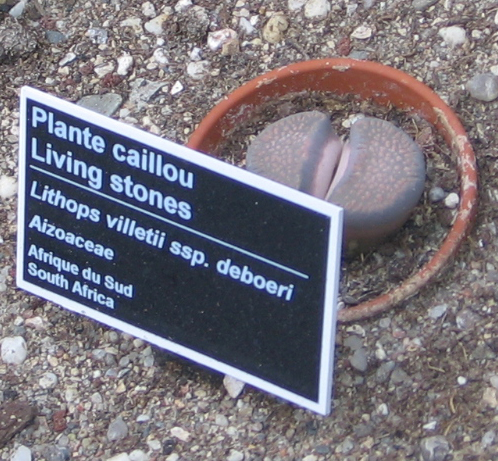
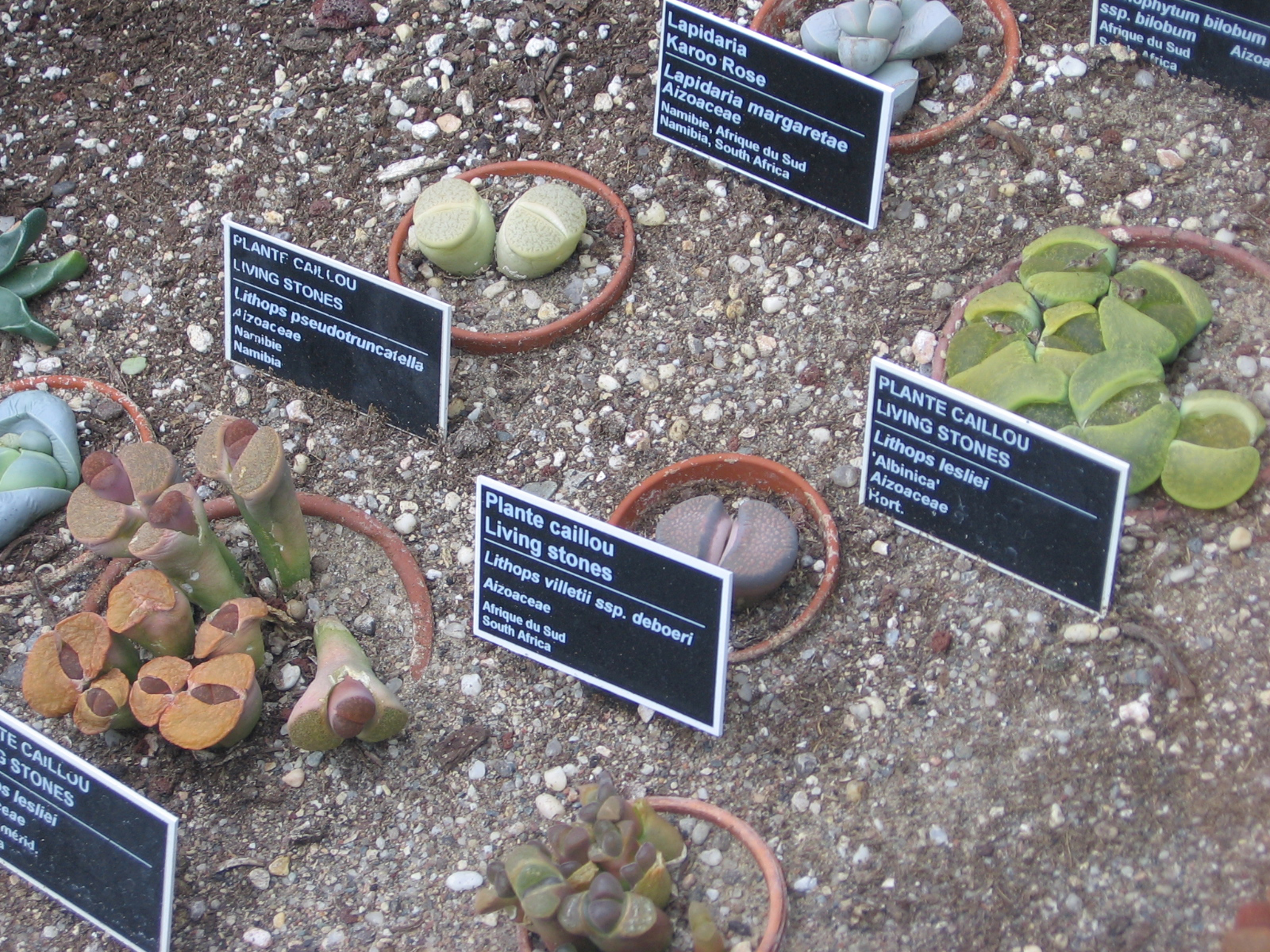
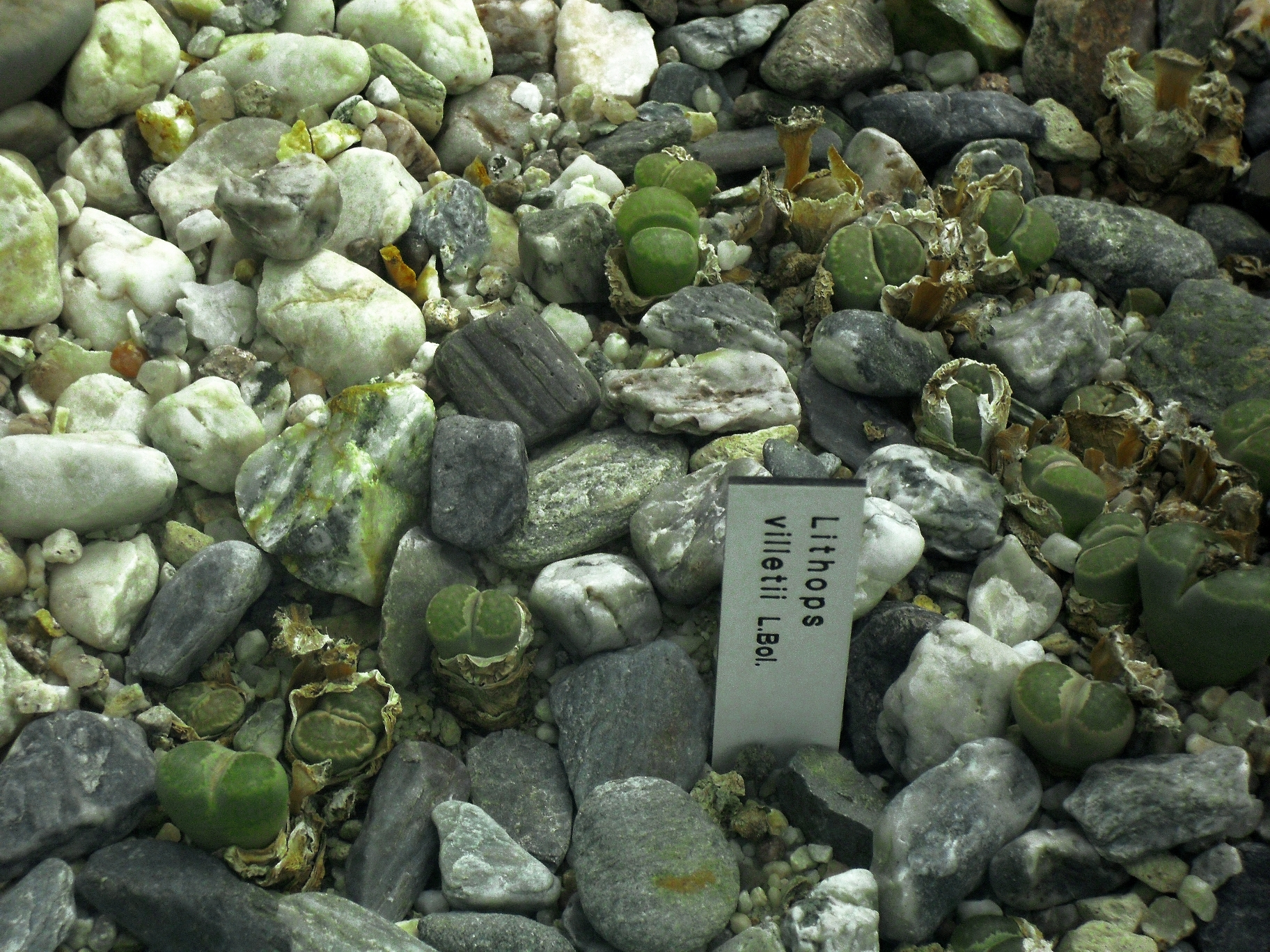
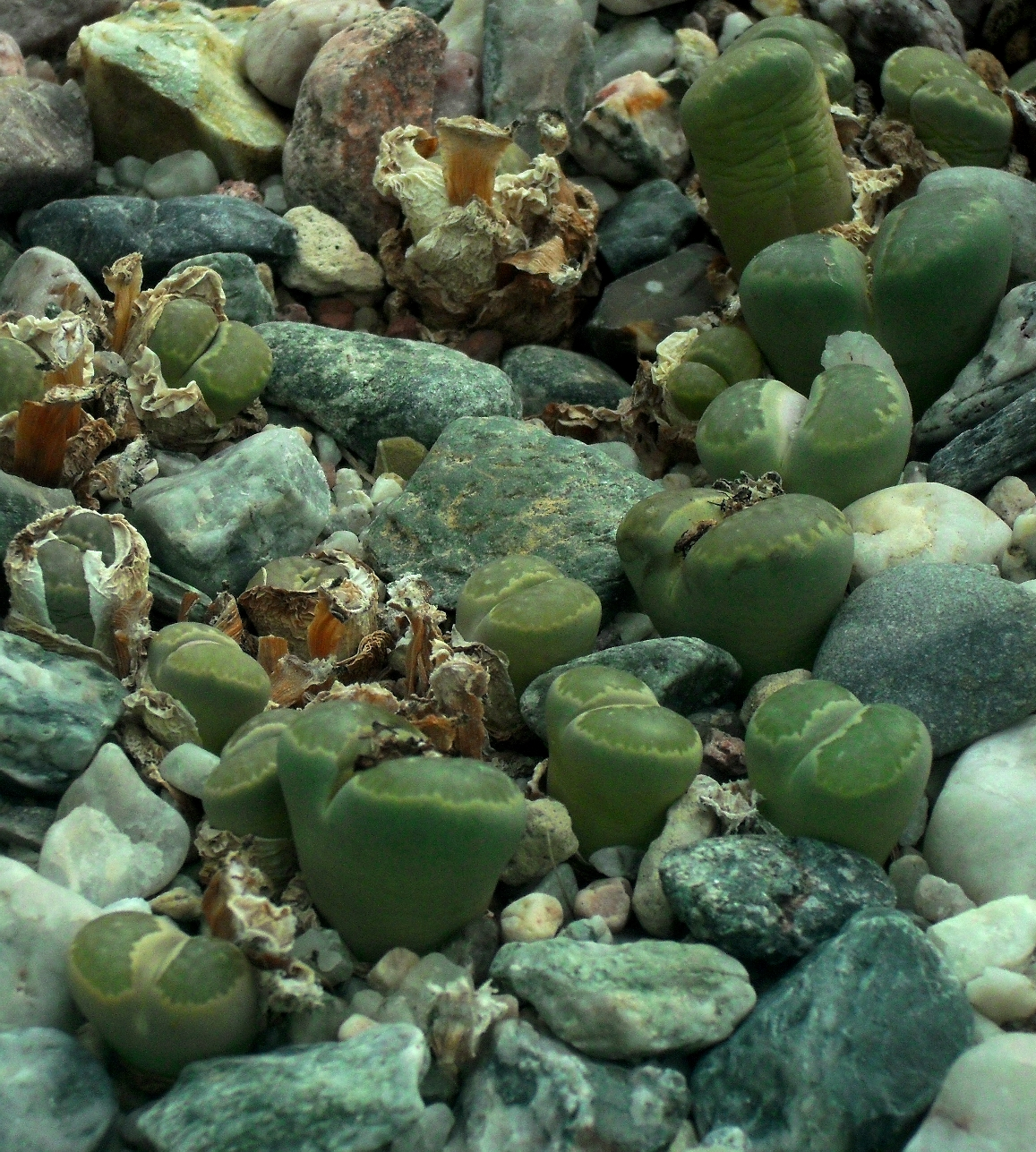